# Srirahayu
Srirahayu is een bestuurslaag in het regentschap Bandung van de provincie West-Java, Indonesië. Srirahayu telt 9511 inwoners (volkstelling 2010).